# Horst-Werner Gorges
Horst-Werner Gorges (* 4. Dezember 1935) ist ein ehemaliger deutscher Fußballspieler.
Vom Lokalrivalen Leu kam er 1956 zur Eintracht Braunschweig und spielte bis 1961 im Mittelfeld und Angriff in der damals erstklassigen Fußball-Oberliga Nord. Er absolvierte dort 102 Spiele und erzielte 10 Tore.
1961/62 spielte er beim VfL Wolfsburg und anschließend bis 1968 beim Wolfenbütteler SV  im Sturm.